# Recopa d'Europa de futbol 1988-89
La Recopa d'Europa de futbol 1988-89 fou la vint-i-novena edició de la Recopa d'Europa de futbol. La final fou guanyada pel FC Barcelona a la final enfront de la UC Sampdoria. Aquest va ser el primer trofeu de Johan Cruyff a la banqueta blaugrana i l'inici de l'èxit del “Dream Team”.

## Ronda preliminar
| Equip 1          | Global | Equip 2    | Anada | Tornada |
| ---------------- | ------ | ---------- | ----- | ------- |
| Békéscsabai ESSC | 4-2    | Bryne F.K. | 3-0   | 1-2     |

## Primera ronda
| Equip 1                     | Global | Equip 2             | Anada | Tornada |
| --------------------------- | ------ | ------------------- | ----- | ------- |
| Derry City FC               | 0-4    | Cardiff City FC     | 0-0   | 0-4     |
| Glenavon FC                 | 2-7    | AGF Aarhus          | 1-4   | 1-3     |
| Fram                        | 0-7    | FC Barcelona        | 0-2   | 0-5     |
| KS Flamurtari               | 2-4    | Lech Poznań         | 2-3   | 0-1     |
| TJ Internacional Bratislava | 2-8    | CFKA Sredets Sofia  | 2-3   | 0-5     |
| AC Omonia                   | 0-3    | Panathinaikos FC    | 0-1   | 0-2     |
| Roda JC                     | 2-1    | Vitória SC          | 2-0   | 0-1     |
| FK Borac Banja Luka         | 2-4    | FC Metalist Kharkiv | 2-0   | 0-4     |
| Grasshopper                 | 0-1    | Eintracht Frankfurt | 0-0   | 0-1     |
| Sakaryaspor                 | 2-1    | Békéscsabai ESSC    | 2-0   | 0-1     |
| KV Mechelen                 | 8-1    | Avenir Beggen       | 5-0   | 3-1     |
| FC Metz                     | 1-5    | RSC Anderlecht      | 1-3   | 0-2     |
| Floriana FC                 | 0-1    | Dundee United       | 0-0   | 0-1     |
| FC Dinamo Bucureşti         | 6-0    | Kuusysi Lahti       | 3-0   | 3-0     |
| FC Carl Zeiss Jena          | 5-1    | Kremser SC          | 5-0   | 0-1     |
| IFK Norrköping              | 2-3    | UC Sampdoria        | 2-1   | 0-2     |

## Segona ronda
| Equip 1             | Global | Equip 2             | Anada | Tornada |
| ------------------- | ------ | ------------------- | ----- | ------- |
| Cardiff City FC     | 1-6    | AGF Aarhus          | 1-2   | 0-4     |
| FC Barcelona        | 2-2(p) | Lech Poznań         | 1-1   | 1-1(pr) |
| CFKA Sredets Sofia  | 3-0    | Panathinaikos FC    | 2-0   | 1-0     |
| Roda JC             | 1-0    | FC Metalist Kharkiv | 1-0   | 0-0     |
| Eintracht Frankfurt | 6-1    | Sakaryaspor         | 3-1   | 3-0     |
| KV Mechelen         | 3-0    | RSC Anderlecht      | 1-0   | 2-0     |
| Dundee United       | 1-2    | FC Dinamo Bucureşti | 0-1   | 1-1     |
| FC Carl Zeiss Jena  | 2-4    | UC Sampdoria        | 1-1   | 1-3     |

## Quarts de final
| Equip 1             | Global | Equip 2      | Anada | Tornada |
| ------------------- | ------ | ------------ | ----- | ------- |
| AGF Aarhus          | 0-1    | FC Barcelona | 0-1   | 0-0     |
| CFKA Sredets Sofia  | 3(p)-3 | Roda JC      | 2-1   | 1-2(pr  |
| Eintracht Frankfurt | 0-1    | KV Mechelen  | 0-0   | 0-1     |
| FC Dinamo Bucureşti | 1-1(c) | UC Sampdoria | 1-1   | 0-0     |

## Semifinals
| Equip 1      | Global | Equip 2            | Anada | Tornada |
| ------------ | ------ | ------------------ | ----- | ------- |
| FC Barcelona | 6-3    | CFKA Sredets Sofia | 4-2   | 2-1     |
| KV Mechelen  | 2-4    | UC Sampdoria       | 2-1   | 0-3     |

## Final
El FC Barcelona es convertí el 1989 en el primer equip que aconseguia guanyar la Recopa d'Europa en tres ocasions. El seu rival fou la UC Sampdoria de Gènova, que disputava per primer cop una final continental.
| FC Barcelona                         | 2 - 0 | UC Sampdoria |
| ------------------------------------ | ----- | ------------ |
| Julio Salinas 4' · López Rekarte 79' |       |              |

| Guanyador de la Recopa d'Europa 1988-89 |
| --------------------------------------- |
| FC Barcelona Tercer títol               |